# St. Anna (Frohndorf)

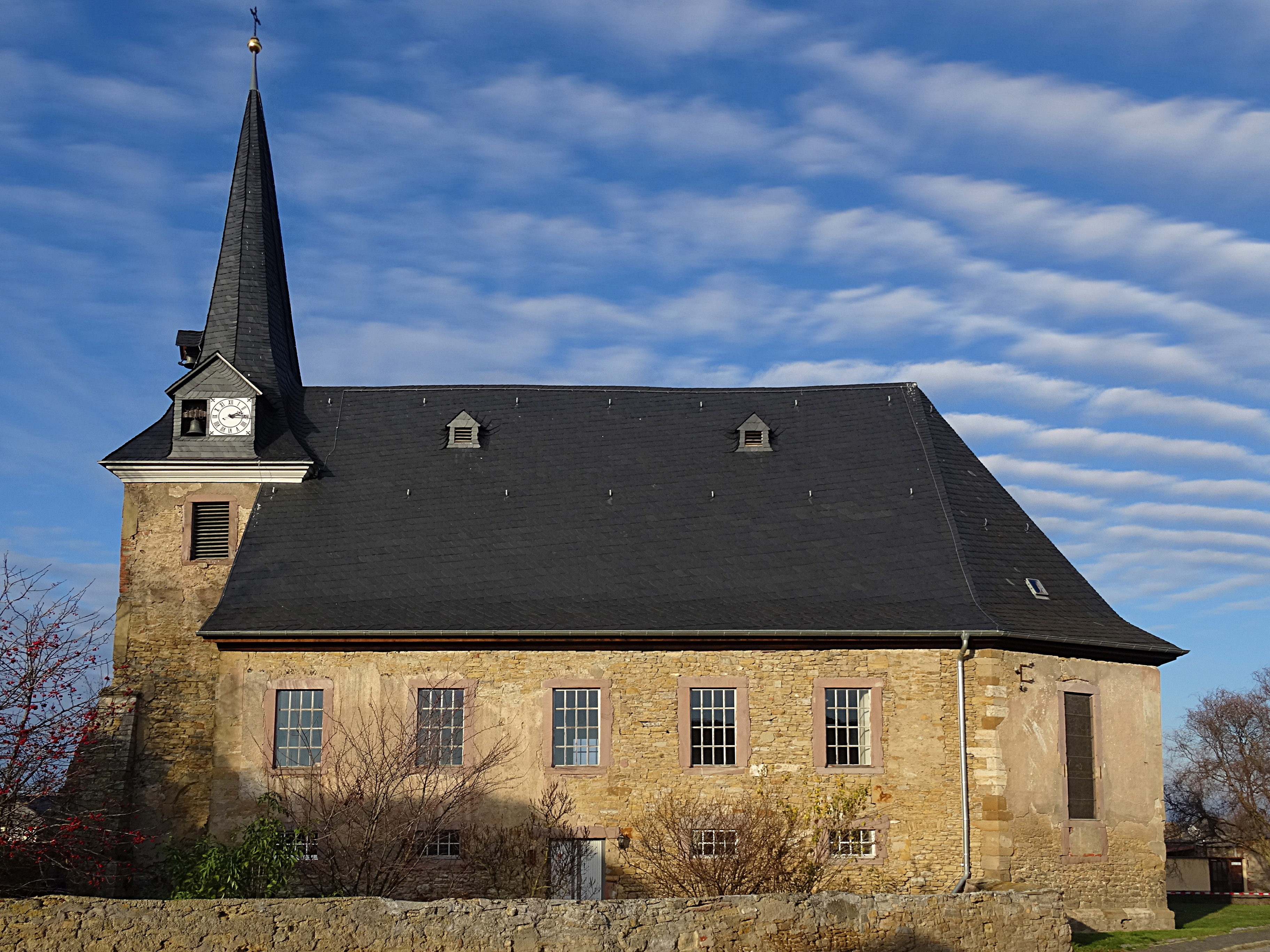
Die Kirche

Die evangelische Kirche St. Anna steht im Ortsteil Frohndorf der Stadt Sömmerda im Landkreis Sömmerda in Thüringen. Sie gehört zum Pfarrbereich Roßleben im Kirchenkreis Eisleben-Sömmerda der Evangelischen Kirche in Mitteldeutschland.

## Geschichte
Die Vorgängerkirche von St. Anna wurde 1273 erstmals urkundlich genannt, wurde jedoch 1589 abgetragen. An ihrer Stelle wurde der heutige Bau 1721 von Grund in seiner gegenwärtigen Gestalt neu errichtet. Die schlichte Saalkirche mit polygonalem Ostabschluss ist 22 Meter lang und 10 Meter breit. Vom Vorgängerbau blieb der niedrige Westturm, der 1861 einen spitzen Turmhelm erhielt.
Der Kirchenraum ist eine dreischiffige Emporenhalle mit dreiseitigen eingeschossigen Emporen. Die Flachdecken der Seitenschiffe liegen oberhalb der Basis der Muldendecke des Mittelschiffs. Der Kanzelaltar von 1774 ist umgeben von Skulpturen Moses und Christus als Salvator Mundi in einen Säulenpaar eingebunden. Darüber hinaus besitzt die Kirche im Inneren einen geschnitzten Auszug mit Wolkengloriole, Putten und Fruchtgebinden.

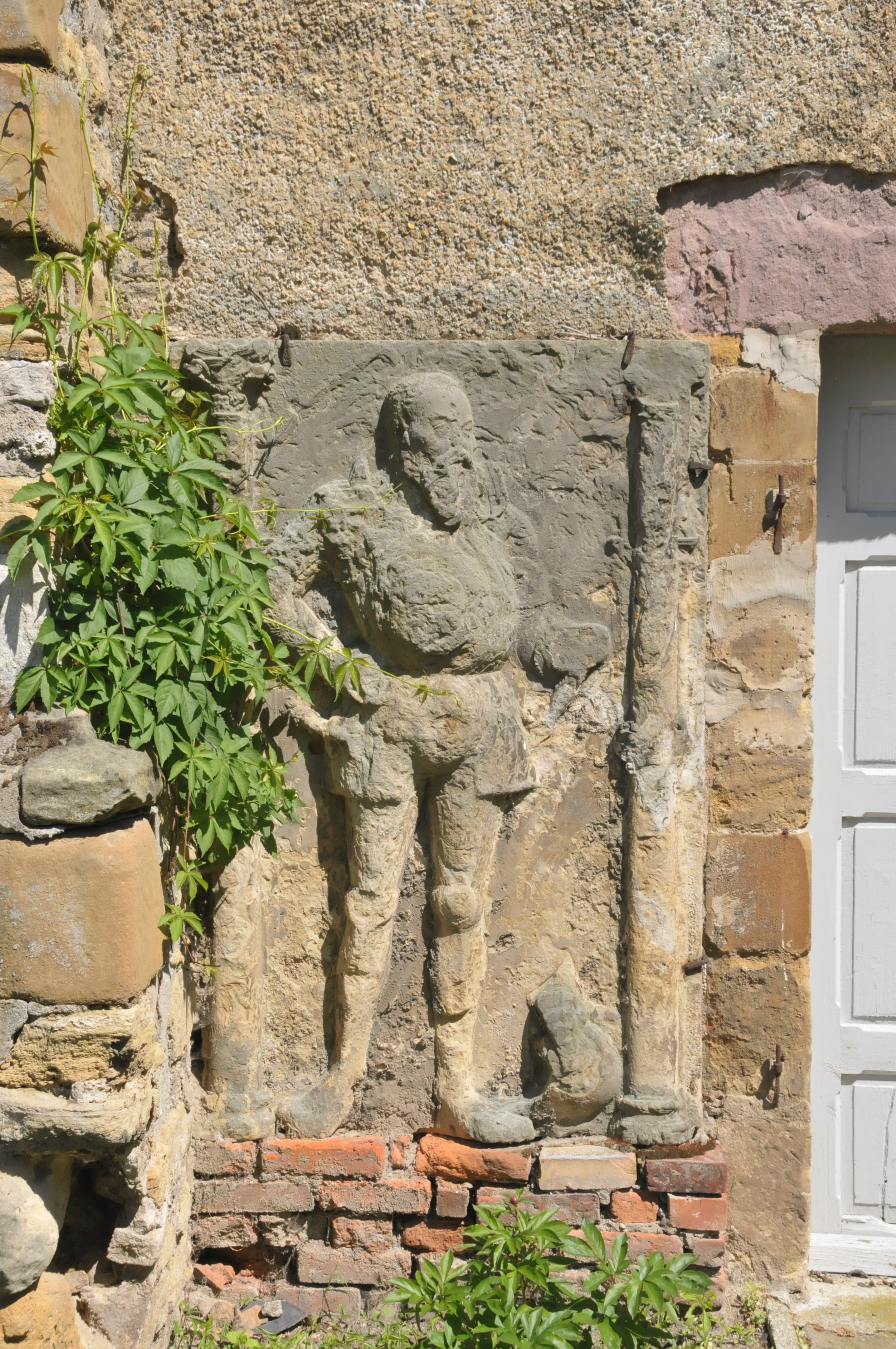
Grabstein Christoph von Werthern (1512–1566)

Ferner findet sich die Grablege der Familie Hans von Werthern, Stammvater der noch lebenden Linie derer von Werthern, in St. Anna. Unter dem sich nördlich anschließenden Anbau befand sich die Werthernsche Familiengruft, in der 1800 die letzte Beisetzung stattfand. Der Südanbau war für die herrschaftliche Dienerschaft vorgesehen. Beide Anbauten samt Gruft wurden jedoch 1960 beseitigt. Die letzten Zeugnisse der langen Zeit als Grablege sind vier Grabsteine, welche nach dem Abbruch an die Kirchenwand versetzt wurden.
Zwei beziehen sich auf Christoph von Werthern (1512–1566) und seine Ehefrau Anna von Werthern, geb. von Brandenstein (1516–1571). Sie stammen noch aus dem Vorgängerbau. Die beiden anderen sind durch Feuchtigkeit bis zur Unkenntlichkeit beschädigt.
Von den drei Glocken ist die mit 1,1 Metern Durchmesser größte mit dem Wappen des Christian Ferdinand Georg von Werthern geschmückt. Sie wurde 1789 in Laucha von der Glockengießerfamilie Ulrich gegossen. Die Mittlere aus dem Jahr 1680 stammt von der Familie Geyer aus Erfurt, während die mit 0,53 Metern Durchmessern kleinste Glocke noch aus dem Vorgängerbau stammt. Sie wurde 1452 gegossen und ist mit einer verkehrt stehenden Minuskelinschrift versehen.

## Stiftung KiBa
Von der Stiftung KiBa wurde St. Anna als „Kirche des Monats Juli 2018“ gewürdigt. Ab 2010 läuft die sukzessive Sanierung des Saalbaus. Der Schwamm im Holz- und Mauerwerk wurde bekämpft, die freigelegten Wandbereiche sind noch zu verputzen und zu streichen. Rund 83.000 Euro sind für diesen letzten von drei Sanierungsschritten veranschlagt, am Ende kostete die Instandsetzung der Kirche inklusive ihres Westturms und dessen verschiefertem Nadelhelm insgesamt 275.000 Euro.